# In Orbit
In Orbit är ett musikalbum med September, släppt i 31 maj 2005.

## Låtförteckning
| Nr      | Titel                               | Längd |
| ------- | ----------------------------------- | ----- |
| 1       | "Prelude"                           | 0:28  |
| 2       | "Cry for You"                       | 3:55  |
| 3       | "Looking for Love"                  | 3:24  |
| 4       | "Satellites"                        | 3:16  |
| 5       | "Flowers on the Grave"              | 4:18  |
| 6       | "It Doesn't Matter"                 | 3:45  |
| 7       | "Sacrifice"                         | 3:58  |
| 8       | "Good Times"                        | 3:41  |
| 9       | "Midnight Heartache"                | 3:47  |
| 10      | "Sound Memory"                      | 3:51  |
| 11      | "End of the Rainbow"                | 3:40  |
| 12      | "Satellites" (akustisk liveversion) | 3:03  |
| Videoer |                                     |       |
| 1       | "Satellites"                        | 3:17  |
| 2       | "Looking for Love"                  | 3:27  |

## Låtlista (Polen)
| CD  | CD                                    | CD    | CD |
| Nr  | Titel                                 | Längd |    |
| --- | ------------------------------------- | ----- | -- |
| 1   | "Prelude"                             | 0:28  |    |
| 2   | "Cry for You" (singelversion)         | 3:31  |    |
| 3   | "Looking for Love"                    | 3:24  |    |
| 4   | "Satellites"                          | 3:16  |    |
| 5   | "Flowers on the Grave"                | 4:18  |    |
| 6   | "It Doesn't Matter"                   | 3:45  |    |
| 7   | "Sacrifice"                           | 3:58  |    |
| 8   | "Good Times"                          | 3:41  |    |
| 9   | "Midnight Heartache"                  | 3:47  |    |
| 10  | "Sound Memory"                        | 3:51  |    |
| 11  | "End of the Rainbow"                  | 3:40  |    |
| 12  | "Satellites" (live acoustic version)  | 3:03  |    |
| 13  | "Cry for You"                         | 3:55  |    |
| 14  | "Looking for Love" (Funky Bomb remix) | 3:46  |    |
| 15  | "Satellites" (Electro mix)            | 3:27  |    |
| DVD |                                       |       |    |
| 1   | "Cry for You"                         | 3:30  |    |
| 2   | "Flowers on the Grave"                | 4:18  |    |
| 3   | "Looking for Love"                    | 3:27  |    |
| 4   | "Satellites"                          | 3:17  |    |
| 5   | Pictures Gallery                      |       |    |

## Listplaceringar
| Lista (2005-2006) | Placering |
| ----------------- | --------- |
| Finland           | 36        |
| Sverige           | 53        |